# 近衛基前
近衛 基前（このえ もとさき、旧字体：近󠄁衞 基前󠄁）は、江戸時代後期の公卿。

## 略歴
天明3年（1783年）に生まれる。父は近衛経熙。母は有栖川宮職仁の第四王女・泰宮董子。「基」の字を与えた広幡基豊は猶子とみられる。内大臣（1799年 - 1814年）、右大臣（1814年 - 1815年）、左大臣（1815年 - 1820年）などを歴任。1792年（寛政4年）5月25日叙従三位。従一位（1805年（文化2年）3月28日叙）。文政3年（1820年）死去。

## 家族・親族
- 許婚：俊姫 - 徳川宗睦養女、徳川治行娘
- 正室：徳川静子 - 徳川宗睦養女、松平勝当娘
  - 長男：近衛忠煕（1808-1898）
  - 女子：津軽信順室
  - 養女：福君（鷹司政煕女子。徳川斉温室・定子）
  - 養女：増子（伏見宮貞敬親王第八女子。東本願寺達如の長男宝如の妻）

## 系譜

### 近衞家
近衞家は、藤原忠通の子である近衞基実を始祖とし、五摂家の一つであった。

### 皇室との関係
後陽成天皇の男系八世子孫である。後陽成天皇の第四皇子で近衛家を継いだ近衛信尋の男系後裔。

詳細は皇別摂家#系図も参照のこと。